# カバマダラ
カバマダラ（樺斑、学名：Danaus chrysippus）は、タテハチョウ科のチョウの一種。

## 形態
成虫の翅は全体的にオレンジ色で、体は細く、黒地に白の水玉模様。雄は後翅裏中央の翅脈上に立体的に見える黒い模様がある（性標）。日本に分布するマダラチョウ亜科の蝶のなかではいちばん小さい。

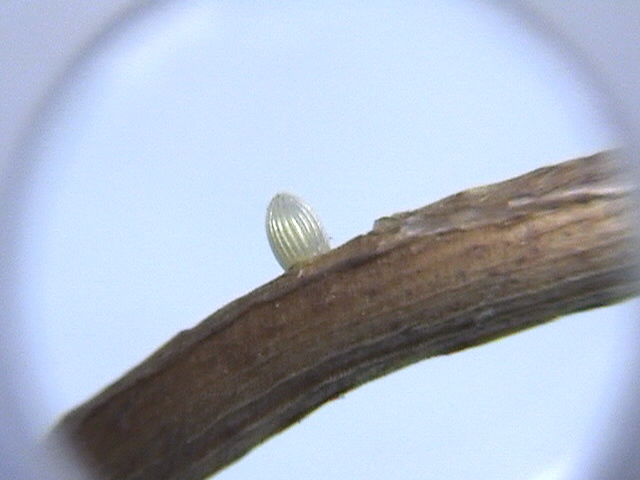
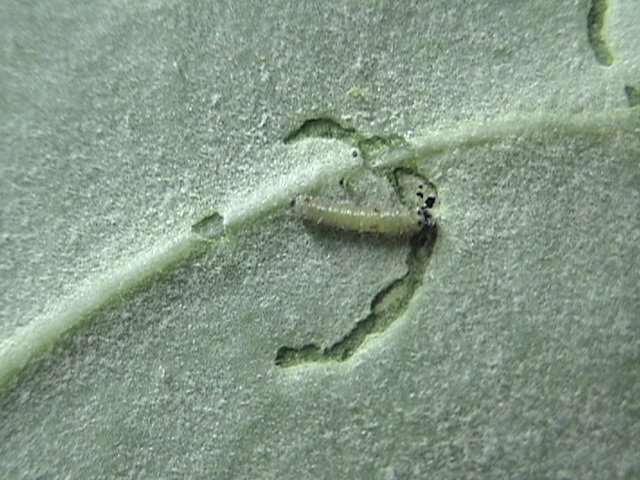
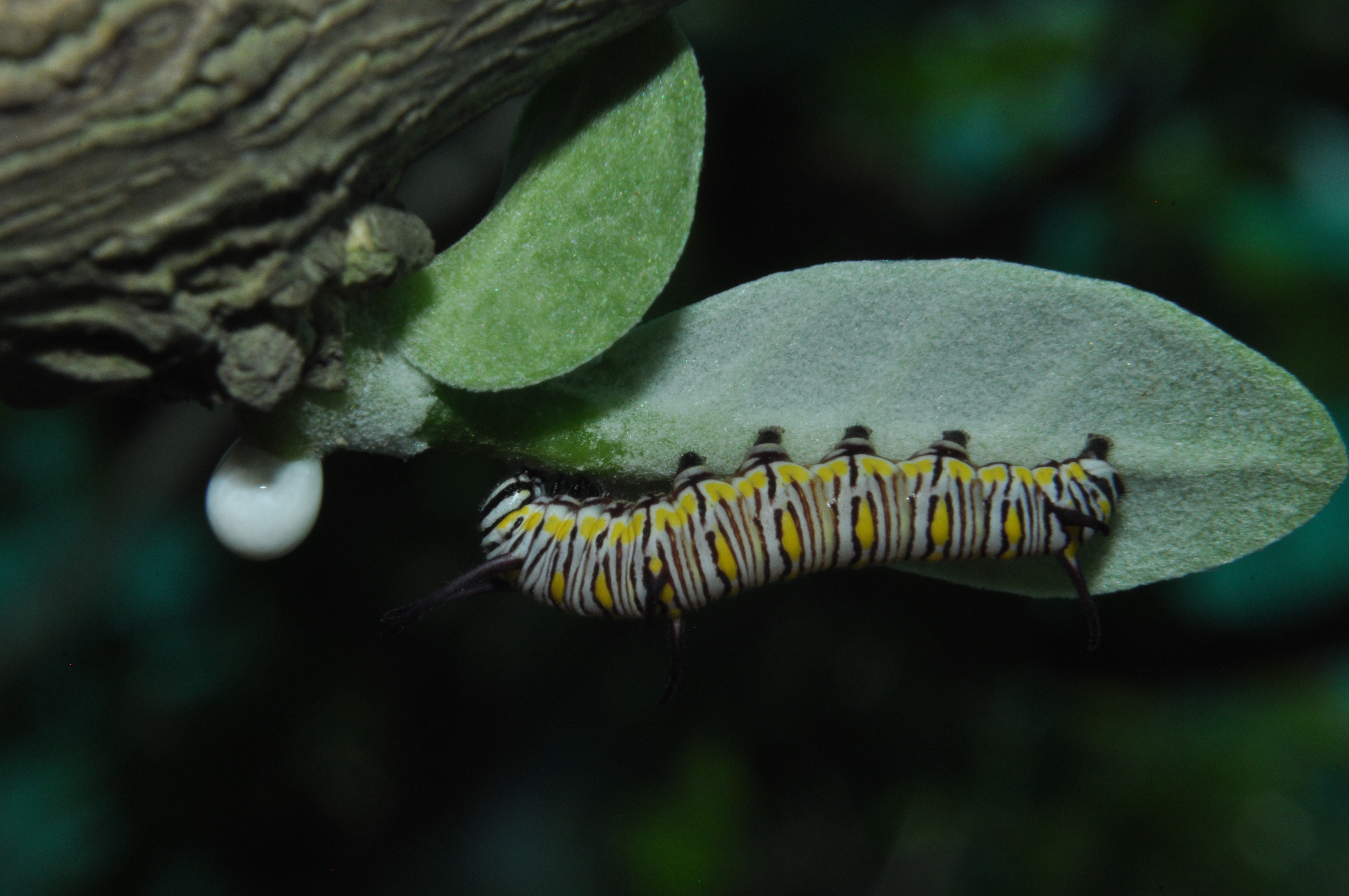
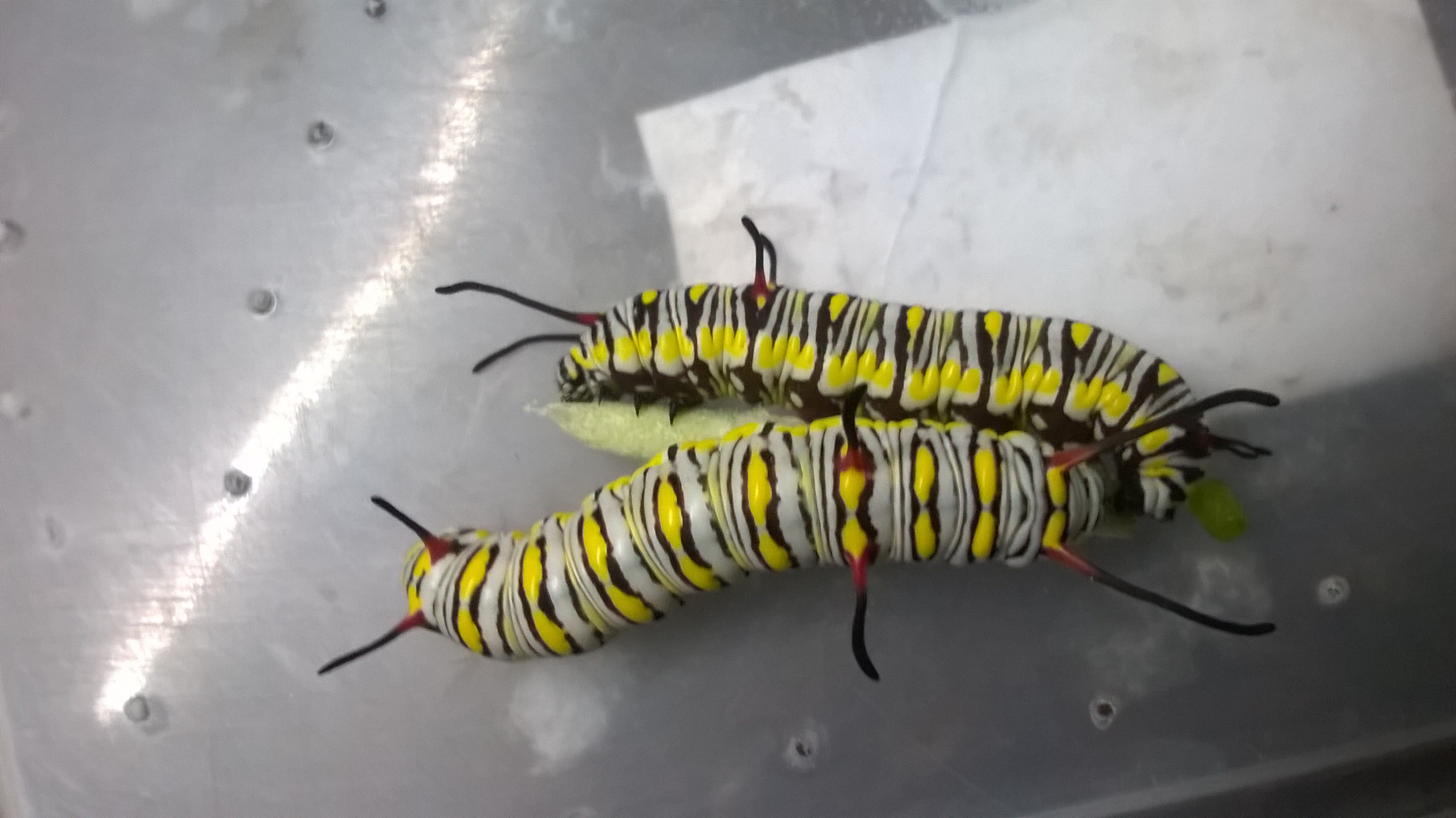
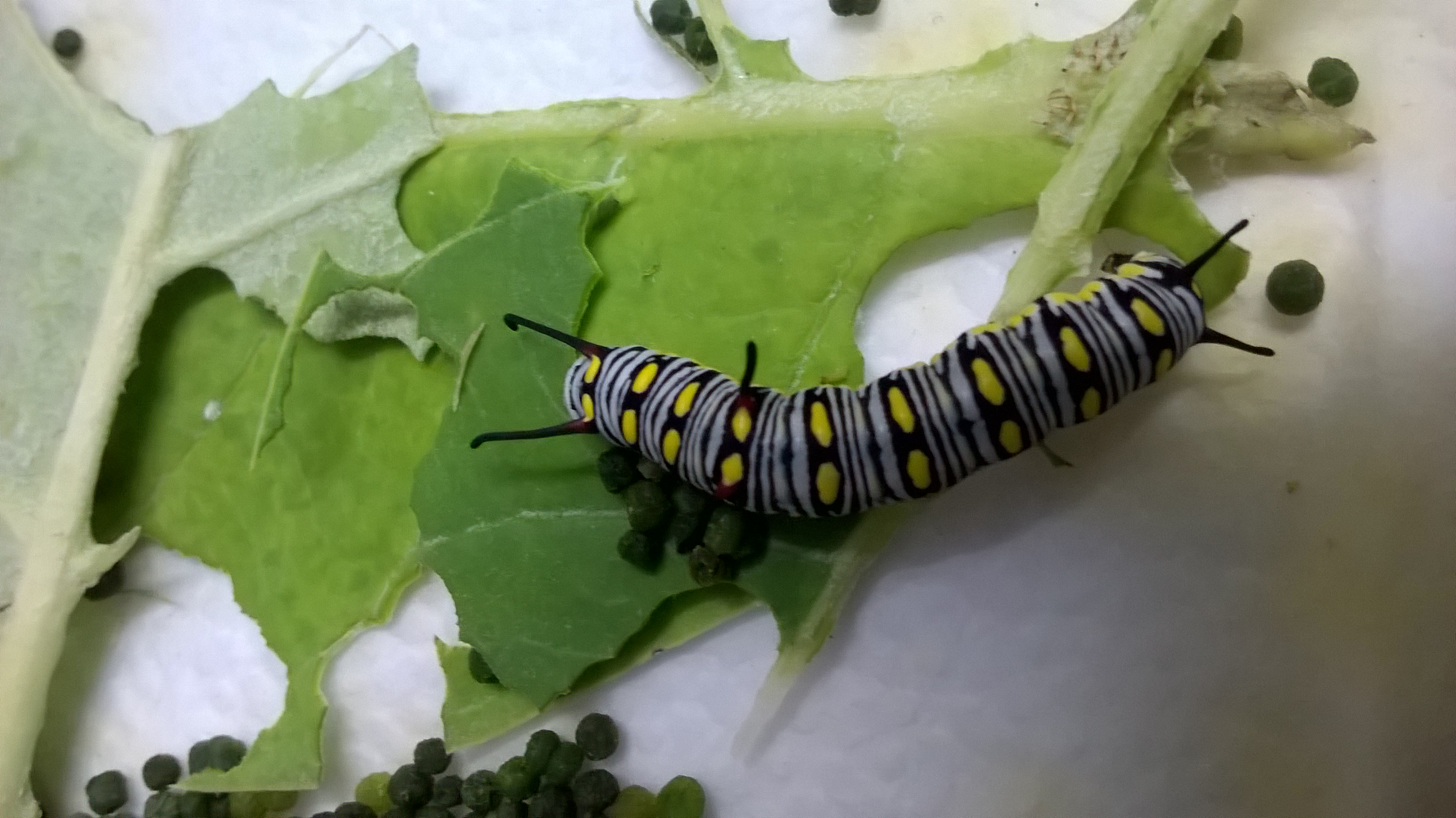
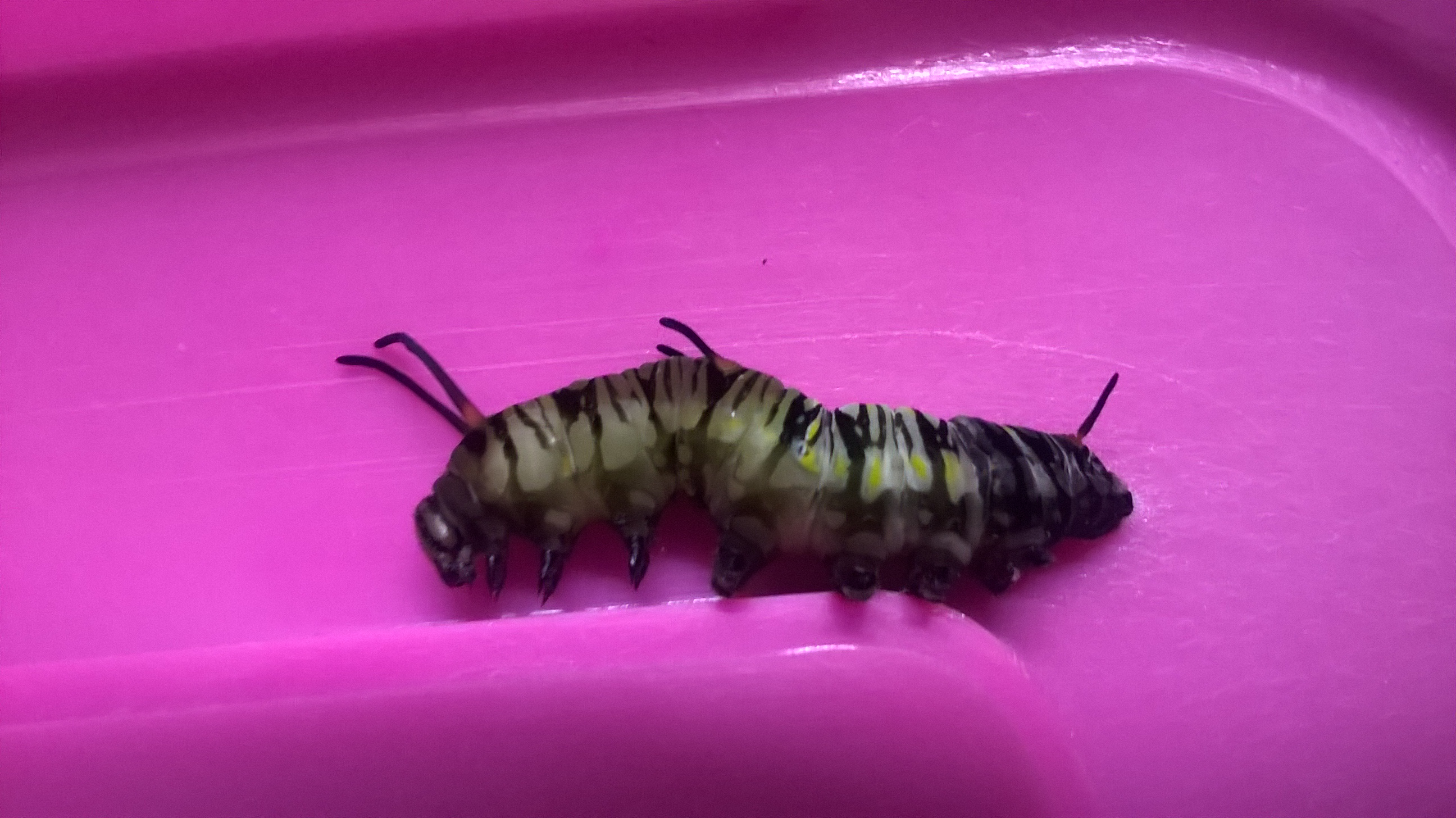
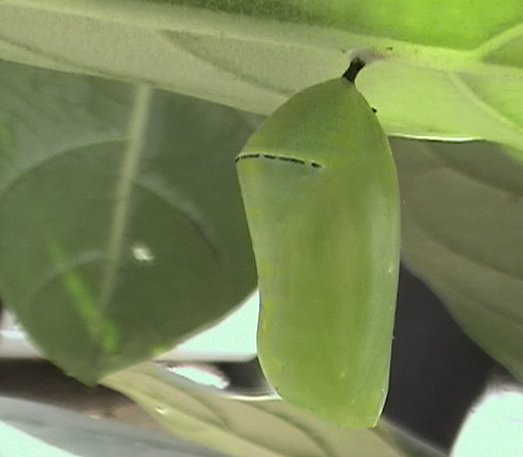

## 生態
成虫は、花で吸蜜する姿がよく観察される。体内に毒を保有しており、その危険性を知らせるためか、非常にゆるやかに飛翔する。幼虫時に体内に蓄積した有毒成分を成虫になってもなお持ち続け、鳥などの捕食者に同種が食われるのを防いでいるとされる。ツマグロヒョウモンのメス、メスアカムラサキのメスはその特性を利用し本種に擬態しているとされる。
卵は葉の裏や花に1つずつ産みつけられる。
幼虫はキョウチクトウ科（旧分類ではガガイモ科）のトウワタ・フウセントウワタなどを食草とする。
越冬態は不定で、成虫は土着地では通年見られる。

## 分布
アフリカ区のほかインド・オーストラリア区に分布。日本では、奄美大島以南の南西諸島だが、温暖化により徐々に北上しているようである。体が小さいため、台風の目に乗って移動するなどし、九州から四国、本州の太平洋側にかけての記録は珍しいものではないほどである。